# Sergej Skripal
Sergej Viktorovitj Skripal, född 23 juni 1951 i Kaliningrad oblast, är en rysk före detta officer i Rysslands militära underrättelsetjänst, GRU, som arbetade som dubbelagent för Storbritanniens säkerhetstjänst, MI6, under 1990-talet och början av 2000-talet. I december 2004 arresterades han av ryska federationens federala säkerhetstjänst (FSB) och dömdes därefter till 13 år i fängelse för högförräderi. 2010 bosatte han sig i England. Den 4 mars 2018 förgiftades Skripal och hans dotter Julia med nervgiftet novitjok i staden Salisbury i England. Båda överlevde dock.

## Förgiftningen

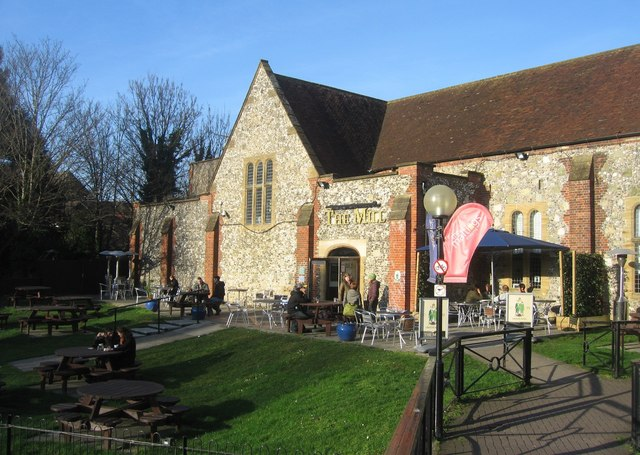
Puben som Skripal besökte samma dag som han blev förgiftad.

Den 4 mars 2018 upptäcktes Skripal och hans 33-åriga dotter Yulia, som var på besök från Moskva, medvetslösa på en bänk i närheten av ett shoppingcentrum i Salisbury. De som gjorde upptäckten var en läkare och en sjuksköterska, som gick förbi. De togs därefter till Salisbury District Hospital där medicinsk personal kom fram till att de hade blivit förgiftade med ett nervgift.. Vid ytterligare undersökning visade sig att både Skripal och dottern utsatts för novitjok, som är ett ryskt (sovjetiskt) preparat utvecklat på 1970-talet.